# علي أباد (نجف أباد)
علي أباد (بالفارسية: علی‌آباد) هي قرية تقع في إيران في Najafabad Rural District. يقدر عدد سكانها بـ 134 نسمة .